# Andrėj Salavej
Andrėj Viktaravič Salavej (in bielorusso Андрэй Віктаравіч Салавей?; Bjaroza, 13 dicembre 1994) è un calciatore bielorusso, attaccante dello Slavija-Mazyr.

## Carriera

### Club
Ha giocato con varie squadre della massima serie bielorussa.

### Nazionale
Il 2 giugno 2021 ha esordito con la nazionale bielorussa giocando l'amichevole persa 1-2 contro l'Azerbaigian.

## Statistiche

### Cronologia presenze e reti in nazionale
| Cronologia completa delle presenze e delle reti in nazionale ― Bielorussia | Cronologia completa delle presenze e delle reti in nazionale ― Bielorussia | Cronologia completa delle presenze e delle reti in nazionale ― Bielorussia | Cronologia completa delle presenze e delle reti in nazionale ― Bielorussia | Cronologia completa delle presenze e delle reti in nazionale ― Bielorussia | Cronologia completa delle presenze e delle reti in nazionale ― Bielorussia | Cronologia completa delle presenze e delle reti in nazionale ― Bielorussia | Cronologia completa delle presenze e delle reti in nazionale ― Bielorussia |
| Data                                                                       | Città                                                                      | In casa                                                                    | Risultato                                                                  | Ospiti                                                                     | Competizione                                                               | Reti                                                                       | Note                                                                       |
| -------------------------------------------------------------------------- | -------------------------------------------------------------------------- | -------------------------------------------------------------------------- | -------------------------------------------------------------------------- | -------------------------------------------------------------------------- | -------------------------------------------------------------------------- | -------------------------------------------------------------------------- | -------------------------------------------------------------------------- |
| 2-6-2021                                                                   | Minsk                                                                      | Bielorussia                                                                | 1 – 2                                                                      | Azerbaigian                                                                | Amichevole                                                                 | -                                                                          | 83’                                                                        |
| 8-10-2021                                                                  | Tallinn                                                                    | Estonia                                                                    | 2 – 0                                                                      | Bielorussia                                                                | Qual. Mondiali 2022                                                        | -                                                                          | 46’                                                                        |
| 11-10-2021                                                                 | Kazan'                                                                     | Bielorussia                                                                | 0 – 2                                                                      | Rep. Ceca                                                                  | Qual. Mondiali 2022                                                        | -                                                                          | 78’                                                                        |
| 16-11-2021                                                                 | Minsk                                                                      | Bielorussia                                                                | 1 – 0                                                                      | Giordania                                                                  | Amichevole                                                                 | -                                                                          | 63’                                                                        |
| 26-3-2022                                                                  | Madinat 'Isa                                                               | India                                                                      | 0 – 3                                                                      | Bielorussia                                                                | Amichevole                                                                 | 1                                                                          | 46’                                                                        |
| 29-3-2022                                                                  | Riffa                                                                      | Bahrein                                                                    | 0 – 1                                                                      | Bielorussia                                                                | Amichevole                                                                 | 1                                                                          | 85’                                                                        |
| 3-6-2022                                                                   | Novi Sad                                                                   | Bielorussia                                                                | 0 – 1                                                                      | Slovacchia                                                                 | UEFA Nations League 2022-2023 - 1º turno                                   | -                                                                          | 72’                                                                        |
| 6-6-2022                                                                   | Novi Sad                                                                   | Bielorussia                                                                | 0 – 0                                                                      | Azerbaigian                                                                | UEFA Nations League 2022-2023 - 1º turno                                   | -                                                                          | 62’                                                                        |
| Totale                                                                     |                                                                            | Presenze                                                                   | 8                                                                          |                                                                            | Reti                                                                       | 2                                                                          |                                                                            |

## Palmarès

### Club

#### Competizioni nazionali
- Coppa di Bielorussia: 1

Tarpeda-BelAZ: 2015-2016

### Individuale
- Capocannoniere della Peršaja Liha: 1

2020 (20 reti)